# Happy Feet
Happy Feet – pingwin cesarski, znaleziony 20 czerwca 2011 roku na plaży na południowym zachodzie nowozelandzkiej Wyspy Północnej. Najprawdopodobniej przebył około 3000 kilometrów. Dzięki incydentowi zdobył światową sławę i był opisywany przez media.
Pierwszy od 44 lat przedstawiciel tego gatunku dostrzeżony na wolności w Nowej Zelandii. Nadano mu imię nawiązujące do animowanego filmu o pingwinach Happy Feet.
Pingwin został poddany trzem zabiegom, w tym usunięcia piasku z układu pokarmowego. Na początku września 2011 roku został wypuszczony na wolność z umocowanym na ciele specjalnym nadajnikiem GPS. Jednak po pięciu dniach sygnał nadawany przez urządzenie urwał się. Nadajnik najprawdopodobniej odczepił się od zwierzęcia. Naukowcy zajmujący się sprawą nie wykluczyli też, że Happy Feet został zjedzony, jednak ta opcja była mało prawdopodobna.